# Mount Chief Pascall
Mount Chief Pascall är ett berg i Kanada.   Det ligger i provinsen British Columbia, i den sydvästra delen av landet, 3 500 km väster om huvudstaden Ottawa. Toppen på Mount Chief Pascall är 2 177 meter över havet, eller 259 meter över den omgivande terrängen. Bredden vid basen är 1,8 km.
Terrängen runt Mount Chief Pascall är huvudsakligen bergig, men åt sydost är den kuperad. Trakten runt Mount Chief Pascall är nära nog obefolkad, med mindre än två invånare per kvadratkilometer.. Det finns inga samhällen i närheten. 
I omgivningarna runt Mount Chief Pascall växer i huvudsak barrskog.